# Ambulacraria
Ambulacraria – klad wtóroustych (Deuterostomia) zwierząt dwubocznie symetrycznych (Bilateria) obejmujący:
- Echinodermata – szkarłupnie,
- Hemichordata – półstrunowce.

Jest to grupa siostrzana dla typu Xenoturbellida, z którym wspólnie tworzą klad siostrzany strunowców (Chordata).
Koncepcję wyłonienia takiego taksonu zaproponował w 1881 rosyjski zoolog Ilja Miecznikow, gdy zwrócił uwagę na zbliżone cechy larw szkarłupni i półstrunowców jelitodysznych (Enteropneusta). Dla potwierdzenia takiego podziału na bazie morfologii przyjmuje się trimeryczny rozkład pęcherzyków celomy – cechy, która nie występuje u strunowców. Monofiletyzm grupy potwierdzają liczne badania molekularne, zarówno małej (SSU), jak i dużej (LSU) podjednostki rybosomalnej. Typ larwy zwierząt zaliczonych do Ambulacraria nazywa się dipleurulą.